# Fait générateur de responsabilité en droit civil français
Le fait générateur de responsabilité est, avec le dommage et le lien de causalité, un des trois éléments nécessaires pour mettre en œuvre la responsabilité délictuelle ou contractuelle d'un individu. C'est le fait matériel qui va causer le dommage.

## Le fait générateur de la responsabilité délictuelle
D'une part, le Code civil français distingue 3 types de faits générateurs, qui peuvent engager la responsabilité délictuelle d'une personne :
- le fait personnel, fondement de la responsabilité du fait personnel ;
- le fait d'autrui, fondement de la responsabilité du fait d'autrui ;
- le fait des choses, fondement de la responsabilité du fait des choses.

Hormis cette distinction tripartite, le Code civil ne donne pas de définition précise du fait générateur de responsabilité.

## Le fait générateur de la responsabilité contractuelle
D'une autre part, on distingue deux types de faits générateurs pouvant engager la responsabilité contractuelle d'un individu :
- La mauvaise exécution de l'obligation
- L'inexécution totale ou partielle de l'obligation